# Hyaloseris catamaquiensis
Hyaloseris catamaquiensis là một loài thực vật có hoa trong họ Cúc. Loài này được Kosterm. mô tả khoa học đầu tiên năm 1945.